# Phrixometra nutrix
Phrixometra nutrix is een haarster uit de familie Antedonidae.
De wetenschappelijke naam van de soort werd in 1918 gepubliceerd door Theodor Mortensen.